# Saint-Sornin (Allier)
Pour les articles homonymes, voir Saint-Sornin.
Saint-Sornin est une commune française, située dans le département de l'Allier en région Auvergne-Rhône-Alpes.

## Géographie

### Communes limitrophes
Ses communes limitrophes sont :
| Buxières-les-Mines |              | Rocles       |
| Chavenon           | Saint-Sornin | Le Montet    |
| Chappes            |              | Deux-Chaises |

### Climat
Pour des articles plus généraux, voir Climat d'Auvergne-Rhône-Alpes et Climat de l'Allier.
En 2010, le climat de la commune est de type climat océanique dégradé des plaines du Centre et du Nord, selon une étude du CNRS s'appuyant sur une série de données couvrant la période 1971-2000. En 2020, Météo-France publie une typologie des climats de la France métropolitaine dans laquelle la commune est dans une zone de transition entre le climat océanique altéré et le climat de montagne ou de marges de montagne et est dans une zone de transition entre les régions climatiques « Centre et contreforts nord du Massif Central » et « Ouest et nord-ouest du Massif Central ».
Pour la période 1971-2000, la température annuelle moyenne est de 10,3 °C, avec une amplitude thermique annuelle de 16,2 °C. Le cumul annuel moyen de précipitations est de 824 mm, avec 11,6 jours de précipitations en janvier et 7,2 jours en juillet. Pour la période 1991-2020, la température moyenne annuelle observée sur la station météorologique de Météo-France la plus proche, sur la commune de Montmarault à 11 km à vol d'oiseau, est de 11,2 °C et le cumul annuel moyen de précipitations est de 811,6 mm,. Pour l'avenir, les paramètres climatiques de la commune estimés pour 2050 selon différents scénarios d'émission de gaz à effet de serre sont consultables sur un site dédié publié par Météo-France en novembre 2022.

## Urbanisme

### Typologie
Au 1er janvier 2024, Saint-Sornin est catégorisée commune rurale à habitat très dispersé, selon la nouvelle grille communale de densité à 7 niveaux définie par l'Insee en 2022.
Elle est située hors unité urbaine et hors attraction des villes,.

### Occupation des sols

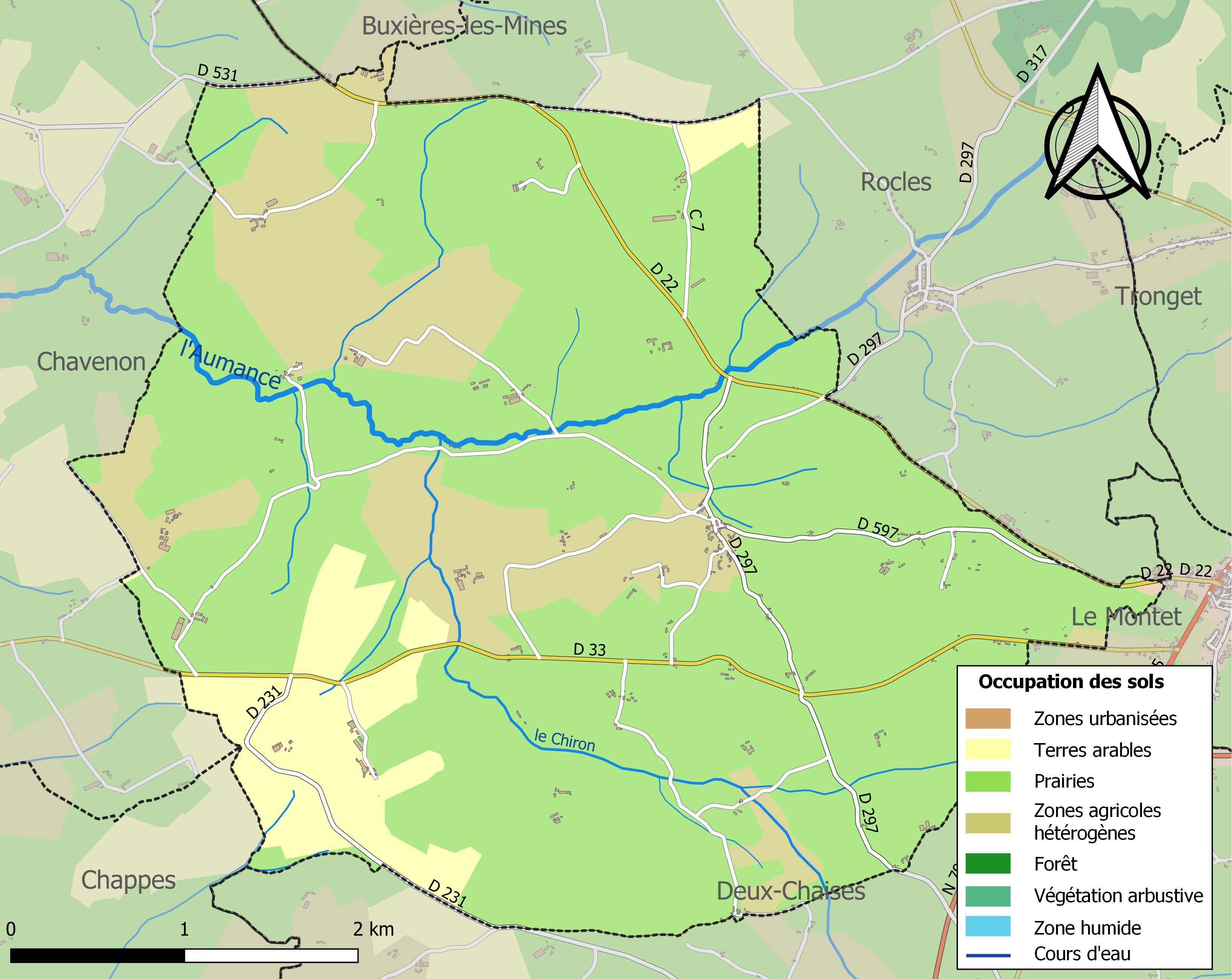
Carte des infrastructures et de l'occupation des sols de la commune en 2018 (CLC).

L'occupation des sols de la commune, telle qu'elle ressort de la base de données européenne d’occupation biophysique des sols Corine Land Cover (CLC), est marquée par l'importance des territoires agricoles (99,9 % en 2018), une proportion identique à celle de 1990 (99,9 %). La répartition détaillée en 2018 est la suivante : 
prairies (74,2 %), zones agricoles hétérogènes (17,8 %), terres arables (8 %), zones urbanisées (0,1 %).
L'IGN met par ailleurs à disposition un outil en ligne permettant de comparer l’évolution dans le temps de l’occupation des sols de la commune (ou de territoires à des échelles différentes). Plusieurs époques sont accessibles sous forme de cartes ou photos aériennes : la carte de Cassini (XVIIIe siècle), la carte d'état-major (1820-1866) et la période actuelle (1950 à aujourd'hui).

## Politique et administration
Saint-Sornin dépendait du canton du Montet avant 2015. À la suite du redécoupage des cantons puis des élections départementales de 2015, elle dépend désormais du canton de Souvigny.
| Période                                  | Période                      | Identité        | Étiquette | Qualité                              |
| ---------------------------------------- | ---------------------------- | --------------- | --------- | ------------------------------------ |
| Les données manquantes sont à compléter. |                              |                 |           |                                      |
| ?                                        | 1989                         | Robert Dechet   | PCF       |                                      |
| mars 1989                                | novembre 2012                | Gérard Petiot   | PCF       |                                      |
| 19 décembre 2012                         | En cours (au 8 juillet 2020) | Daniel Blanchet | PCF       | Agriculteur Réélu en 2014 et en 2020 |

## Démographie
L'évolution du nombre d'habitants est connue à travers les recensements de la population effectués dans la commune depuis 1793. Pour les communes de moins de 10 000 habitants, une enquête de recensement portant sur toute la population est réalisée tous les cinq ans, les populations de référence des années intermédiaires étant quant à elles estimées par interpolation ou extrapolation. Pour la commune, le premier recensement exhaustif entrant dans le cadre du nouveau dispositif a été réalisé en 2005.

En 2022, la commune comptait 220 habitants, en évolution de −3,08 % par rapport à 2016 (Allier : −1,38 %, France hors Mayotte : +2,11 %).
| 1793 | 1800 | 1806 | 1821 | 1831 | 1836 | 1841 | 1846 | 1851 |
| ---- | ---- | ---- | ---- | ---- | ---- | ---- | ---- | ---- |
| 511  | 469  | 476  | 496  | 564  | 569  | 507  | 559  | 566  |

| 1856 | 1861 | 1866 | 1872 | 1876 | 1881 | 1886 | 1891 | 1896 |
| ---- | ---- | ---- | ---- | ---- | ---- | ---- | ---- | ---- |
| 518  | 511  | 552  | 559  | 606  | 648  | 644  | 595  | 530  |

| 1901 | 1906 | 1911 | 1921 | 1926 | 1931 | 1936 | 1946 | 1954 |
| ---- | ---- | ---- | ---- | ---- | ---- | ---- | ---- | ---- |
| 524  | 495  | 503  | 442  | 444  | 443  | 392  | 389  | 414  |

| 1962 | 1968 | 1975 | 1982 | 1990 | 1999 | 2005 | 2006 | 2010 |
| ---- | ---- | ---- | ---- | ---- | ---- | ---- | ---- | ---- |
| 410  | 372  | 333  | 282  | 210  | 225  | 222  | 222  | 230  |

| 2015 | 2020 | 2022 | - | - | - | - | - | - |
| ---- | ---- | ---- | - | - | - | - | - | - |
| 230  | 223  | 220  | - | - | - | - | - | - |

## Lieux et monuments
- Église Saint-Jacques et Saint-Saturnin[19],[20].(XIVe siècle et XIXe siècle).
- Château de Montbillon XVIIe siècle et XIXe siècle.
- Étang de la Goutte.

Ancienne dépendance du manoir de Saint-Hubert situé sur la commune voisine de Chavenon.
- Stèle commémorative érigée à la mémoire des onze soldats qui ont trouvé la mort en 1871 dans un accident ferroviaire sur la ligne de Montluçon à Moulins.